# Гура-Падіній (комуна)
Гура-Падіній (рум. Gura Padinii) — комуна у повіті Олт в Румунії. До складу комуни входять такі села (дані про населення за 2002 рік):
- Гура-Падіній (1456 осіб)
- Сату-Ноу (490 осіб)

Комуна розташована на відстані 161 км на південний захід від Бухареста, 74 км на південь від Слатіни, 74 км на південний схід від Крайови.

## Населення
У 2009 року у комуні проживали 1883 особи.